# Quản lý thời gian
Quản lý thời gian là quá trình kế hoạch và thực hành việc kiểm soát một cách có ý thức một đơn vị thời gian dùng trong một hoặc một chuỗi các hoạt động cụ thể, để tăng tính hiệu quả, hiệu suất hay năng suất. Nó là một hành động tung hứng của các nhu cầu của nghiên cứu, cuộc sống xã hội việc làm, gia đình và sở thích cá nhân và cam kết với finiteness của thời gian. Sử dụng thời gian hiệu quả sẽ cho phép con người "lựa chọn" trải nghiệm/quản lý các hoạt động trong thời gian cho phép và mang lại lợi ích thiết thực.
Nó là một siêu hoạt động với mục tiêu tối đa hóa tổng lợi ích của một bộ các hoạt động khác nhau trong điều kiện biên là giới hạn về mặt thời gian, như chính thời gian, không thể được quản lý bởi vì nó là không đổi. Quản lý thời gian có thể được trợ giúp bởi một loạt các kỹ năng, công cụ và kỹ thuật đã sử dụng để quản lý thời gian khi hoàn thành nhiệm vụ cụ thể, các dự án, và mục tiêu trong thời hạn cho trước. Ban đầu, quản lý thời gian được sử dụng trong kinh doanh và công việc nhưng cuối cùng đã mở rộng sang hoạt động cá nhân. Một hệ thống quản lý thời gian được thiết kế là tập hợp của các quá trình, công cụ, kỹ thuật và phương pháp. Quản lý thời gian rất cần thiết trong bất kì một quá trình phát triển dự án nào vì nó xác định thời gian hoàn thành dự án và các kì vọng.
Các vấn đề chủ yếu tổng hợp từ các tài liệu liên quan bao gồm:
- Tạo ra một môi trường thuận lợi cho tính hiệu quả
- Thiết lập các ưu tiên
- Thực hiện hoạt động xung quanh ưu tiên.
- Các quá trình làm giảm thời gian tiêu tốn vào các hoạt động không ưu tiên có liên quan
- Động lực để điều chỉnh hành vi để đảm bảo việc tuân theo hạn chót về thời gian.

Quản lý thời gian liên quan đến khái niệm khác nhau như:
- Quản lý dự án: Quản lý thời gian có thể xem như là một bộ phận của quản lý dự án và được biết như là quá trình lên kế hoạch dự án và lên lịch trình của dự án. Quản lý thời gian được xem làm một chức năng cốt lõi trong quản lý dự án.[1]
- Quản lý sự chú ý liên quan đến việc quản lý nguồn lực nhận thức, và đặc biệt là thời gian mà con người phân bổ suy nghĩ (và tổ chức suy nghĩ cho các nhân viên của họ) để thực hiện một số hoạt động.

Quản lý thời gian trong tổ chức là một môn khoa học về nhận biết, đánh giá và làm giảm lãng phí thời gian trong tổ chức. Nó xác định, báo cáo và đưa ra đánh giá tài chính cho thời gian có mặt, thời gian lãng phí và thời gian hữu ích trong tổ chức và phát triển kinh doanh bằng cách chuyển thời gian lãng phí thành thời gian sản xuất bằng cách tài trợ cho các sản phẩm, dịch vụ, dự án hay sáng kiến với lợi nhuận từ đầu tư.

## Tạo môi trường làm việc hiệu quả
Một số tài liệu về quản lý thời gian nhấn mạnh các nhiệm vụ liên quan đến việc tạo một môi trường làm việc có thể tạo ra sự hiệu quả thực sự. Các chiến lược bao gồm:

- "có tổ chức" - xếp loại giấy tờ và các nhiệm vụ theo thứ tự ưu tiên
- "bảo vệ thời gian" bằng cách cô lập, cách ly và ủy quyền
- "đạt thành tích qua quản lý mục tiêu và tập trung vào mục tiêu" - nhấn mạnh bằng động lực
- "hồi phục từ một thói quen sử dụng thời gian xấu" - thay đổi khỏi các vấn đề tâm lý cơ bản, ví dụ như sự trì hoãn

Các tác giả chủ trương tạo một môi trường hiệu quả thường đề cập đến các vấn đề như là phải có một văn phòng hoặc nơi ở ngăn nắp để giải phóng sự sáng tạo, và để bảo vệ "thời gian quan trọng". Các tài liệu cũng tập trung để vượt qua các vấn đề tâm lý lặp đi lặp lại như sự trì hoãn.
Mất khả năng quản lý thời gian hiệu quả có thể là do mắc phải hội chứng rối loạn tăng động giảm chú ý (ADHD) hay rối loạn giảm chú ý (ADD).
Các triệu chứng được chẩn đoán gồm có: cảm giác kém cỏi, khó tổ chức, khó bắt đầu, khó quản lý các công việc diễn ra cùng lúc, và khó chú ý. Một số tác giả tập trung vào vùng vỏ não trước trán. Nó kiểm soát chức năng như chuyển đổi sự chú ý, kiểm soát xung, tổ chức, học hỏi từ trải nghiệm và tự giám sát. Một số học giả tranh luận rằng việc thay đổi cách vỏ não trước trán hoạt động là khả thi và là giải pháp.

## Đặt mục tiêu và các ưu tiên
Quản lý thời gian thường gắn liền với việc lập mục tiêu cá nhân. Các tài liệu nhấn mạnh về vấn đề này như:
- "Công việc theo Ưu tiên " - lập mục tiêu và dành sự ưu tiên
- "Thiết lập mục tiêu có trọng tâm" - đó thu hút hành động tự động

Những mục tiêu được ghi nhận, có thể bị hủy trong một dự án, một kế hoạch hành động, hoặc một danh sách  nhiệm vụ đơn giản. Với nhiệm vụ cá nhân hoặc mục tiêu, đánh giá quan trọng có thể được đưa ra, thời hạn có thể được thiết lập và các ưu tiên có thể được chỉ định. Kết quả của quá trình này sẽ là danh sách nhiệm vụ, thời gian biểu hay lịch hoạt động. Các kế hoạch này có thể được thực hiện hàng ngày, hàng tuần, hàng tháng hay bất kì thời gian nào khác với các đánh giá hay kì vọng vào kế hoạch khác nhau. Điều này được thực hiện theo những cách khác nhau, như sau.

### Phân tích ABCD
Một kỹ thuật đã được sử dụng trong quản lý kinh doanh trong một thời gian dài là phân loại dữ liệu vào nhóm. Những nhóm này thường là đánh dấu A, B, C—sau đó tên. Hoạt động được xếp theo những tiêu chuẩn chung:
- A - Nhiệm vụ khẩn cấp và quan trọng
- B – Nhiệm vụ rất quan trọng, nhưng không khẩn cấp,
- C – Nhiệm vụ đó không quan trọng, nhưng khẩn cấp,
- D - Nhiệm vụ không quan trọng và không khẩn cấp.

Mỗi nhóm sau đó là được sắp theo thứ tự ưu tiên. Để cải thiện những ưu tiên, một số nhiệm vụ được chọn ra để sắp xếp bắt buộc tất cả các mục trong nhóm "B" cũng như là "A" hoặc "C". Phân tích ABC có thể kết hợp hơn ba nhóm.
Phân tích ABC thường được kết hợp với Phân tích Pareto

### Phân tích Pareto
Đây là ý tưởng 80% công việc có thể được hoàn thành trong 20% thời gian hiện có. 20% còn lại của nhiệm vụ sẽ mất 80% thời gian. Nguyên tắc này được sử dụng để sắp xếp công việc vào hai phần. Theo mẫu này của Phân tích Pareto, nhiệm vụ rơi vào mục đầu tiên được chỉ định một ưu tiên cao hơn.
Quy tắc 80-20 cũng có thể được áp dụng cho gia tăng năng suất: nó là giả định rằng 80% năng suất có thể đạt được khi hoàn thành 20% nhiệm vụ. Tương tự, 80% của kết quả có thể là do 20% hoạt động. Nếu năng suất là mục đích của quản lý thời gian thì những nhiệm vụ này phải được ưu tiên hơn.
Nó phụ thuộc vào những phương pháp được dùng hoàn thành nhiệm vụ. Luôn luôn có một đơn giản và cách dễ dàng hơn để hoàn thành nhiệm vụ. Nếu ai sử dụng một cách phức tạp thì sẽ tốn thời gian. Như vậy, người ta phải luôn luôn cố gắng để tìm ra cách khác để hoàn thành nhiệm vụ.

### Phương Pháp Eisenhower

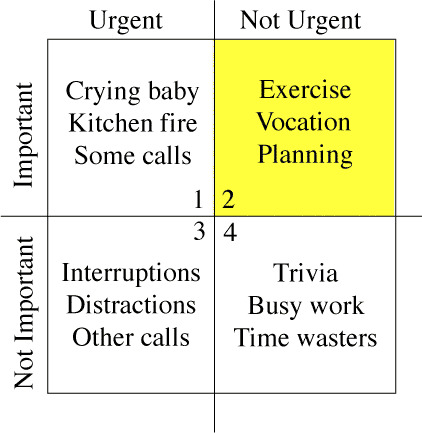
Một " hộp Eisenhower" cơ bản để giúp đánh giá trường hợp khẩn cấp và quan trọng. Các đối tượng có thể được đặt tại nhiều điểm chính xác trong mỗi góc phần tư.

"Phương pháp Eisenhower" bắt nguồn từ một báo của Dwight D. Eisenhower: "Tôi có hai loại vấn đề, một là quan trọng và hai là khẩn cấp. Khẩn cấp là không quan trọng, và các vấn đề  quan trọng là không bao giờ khẩn cấp."
Bằng cách sử dụng nguyên tắc ra quyết định của Eisenhower, nhiệm vụ được đánh giá bằng sự tiêu chí quan trọng/không quan trọng và cấp bách/không cấp bách, và sau đó được đặt trong theo góc phần tư trong một ma trận Eisenhower (cũng được biết đến như một "hộp Eisenhower" hoặc " ma trận quyết định Eisenhower"). Nhiệm vụ này sau đó xử lý như sau:
Nhiệm vụ
1. Góc phần tư Quan trọng/Khẩn cấp được thực hiện ngay lập tức và theo cá nhân[13] ví dụ như khủng hoảng, đến hạn chót, vấn đề.
2. Góc phần tư Quan trọng/Không Khẩn cấp được thực hiện vào cuối ngày theo cá nhân ví dụ như các mối quan hệ, kế hoạch, giải lao.
3. Góc phần tư Không quan trọng/Khẩn cấp được ủy thác ví dụ như sự gián đoạn, các cuộc họp, hoạt động.
4. Góc phần tư Không quan trọng/Không Khẩn cấp  bị loại bỏ ví dụ như các hoạt động lãng phí thời gian, dễ chịu, linh tinh.

Phương pháp này được cho là đã được sử dụng bởi Tổng thống Hoa Kỳ Dwight D. Eisenhower.

### Phương pháp phản ứng Domino
Đây là ý tưởng mà hành động mà bạn đầu tư vào một lần và tạo ra theo thời gian trong các kênh khác nhau. Viết một cuốn sách là một hành động như vậy, bởi vì nó yêu cầu, một nỗ lực một lan, và một khi anh hoàn thành nó, nó vẫn tiếp tục phục vụ bạn.

### Phương pháp POSEC
POSEC là một từ viết tắt cho " Dành ưu tiên bằng cách Tổ chức, sắp xếp, tiết kiệm và đóng góp". Các phương pháp ra một biểu mẫu nhấn mạnh ý nghĩa tức thời của  an toàn tình cảm và tiền bạc của một người bình thường. Nó gợi ý rằng bởi sự quan tâm đến trách nhiệm cá nhân  đầu tiên, một cá nhân có vị trí tốt hơn có thể  gánh vác trách nhiệm tập thể.
Vốn có trong từ viết tắt là một hệ thống cấp bậc của tự thực hiện, đó gương Tháp nhu cầu của Maslow:
1. Prioritize (Ưu tiên) - Thời gian của bạn và định nghĩa cuộc sống của bạn bằng mục tiêu.
2. Organize (Tổ chức) - Những điều bạn cần phải hoàn thành thường xuyên để thành công (gia đình và tài chính).
3. Streamline (Sắp xếp) - Những thứ mà bạn có thể không muốn làm, nhưng phải làm (làm việc và làm việc nhà).
4. Economize (tiết kiệm) - Điều bạn nên làm hoặc thậm chí thích làm, nhưng nó không thúc ép khẩn cấp (trò giải trí và giao tiếp xã hội).
5. Contribute - chú ý đến những số còn lại. những thứ tạo nên một sự khác biệt (nghĩa vụ xã hội).

### Thực hiện mục tiêu

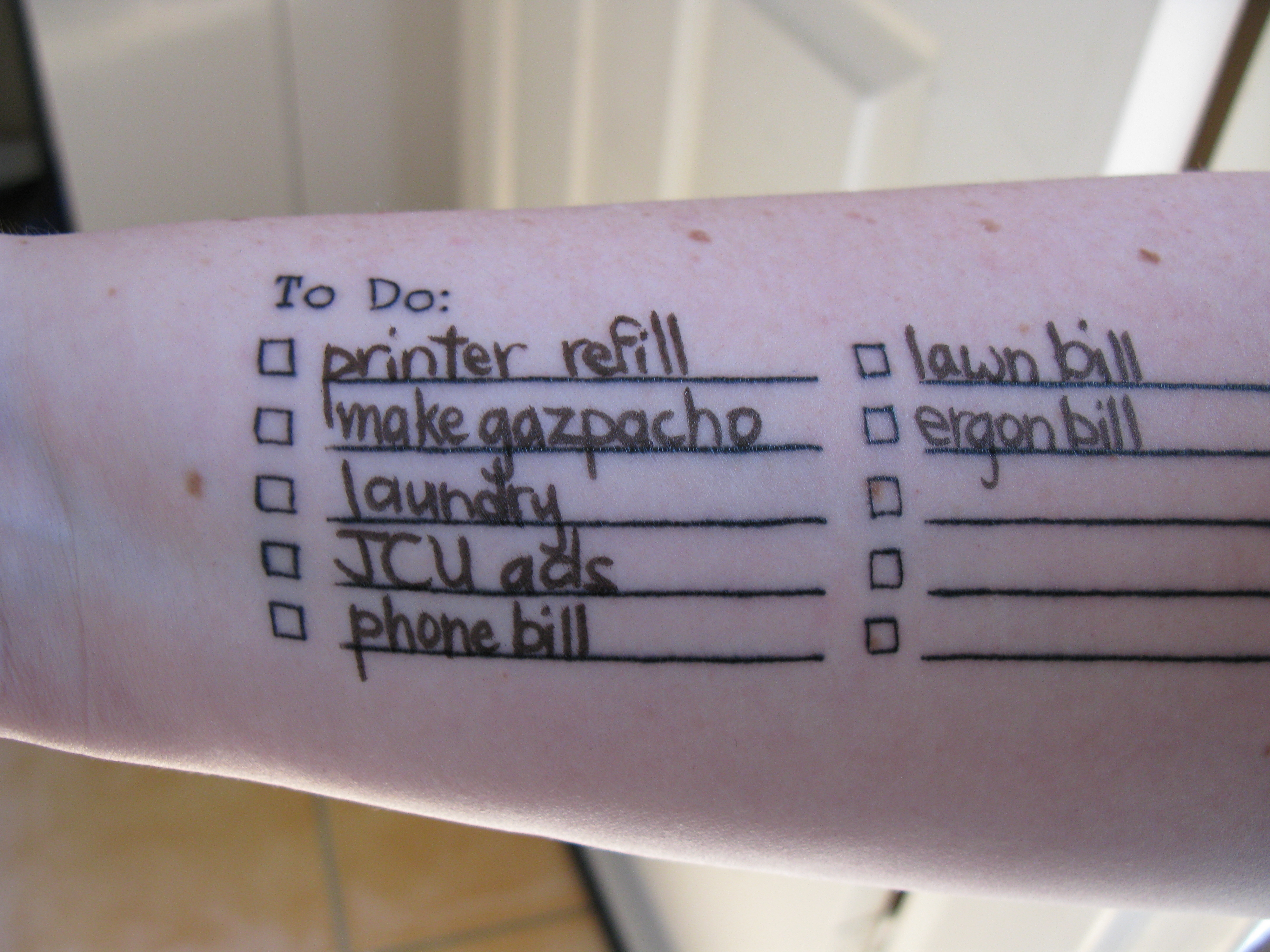
-Một hình xăm trên cánh tay một người, với một số dòng được viết ra với một cây bút màu đen

Một Danh sách nhiệm vụ (còn gọi là danh sách việc cần làm hoặc những thứ để làm) là một danh sách của công việc phải được hoàn thành, như việc nhà, các  bước để hoàn thành dự án. Nó là một công cụ lưu trữ   phục vụ như là một sự thay thế hoặc bổ sung cho trí nhớ.
Danh sách nhiệm vụ được sử dụng trong tự quản lý, danh sách cửa hàng tạp hóa, quản lý kinh doanh, Quản lý dự án, và phát triển phần mềm. Có thể có nhiều hơn một danh sách.
Khi một trong các mục trên một danh sách nhiệm vụ đã hoàn thành, nhiệm vụ đó sẽ được kiểm tra hoặc gạch chéo. Cách truyền thống là viết trên giấy với một cây bút hay bút chì, thường trên một cuốn sổ hay bảng viết. Danh sách nhiệm vụ cũng có nhiều hình thức danh sách kiểm tra từ bằng giấy cho đến phần mềm.
Nhà văn Julie Morgenstern cho rằng "làm gì và không làm" trong quản lý thời gian bao gồm:
- Lập ra mọi thứ quan trọng bằng cách đánh dấu trên danh sách nhiệm vụ.
- Tạo ra "một ốc đảo thời gian" để kiểm soát.
- Nói "Không".
- Thiết lập ưu tiên.
- Đừng bỏ tất cả mọi thứ.
- Đừng nghĩ là một nhiệm vụ quan trọng này sẽ được thực hiện trong một thời gian rảnh rỗi.[15]

Rất nhiều các vật tương đương bằng kỹ thuật số có sẵn hiện nay bao gồm các ứng dụng quản lí thông tin cá nhân (PIM) và hầu hết Pda. Cũng có một số ứng dụng danh sách nhiệm vụ dựa trên web, phần nhiều trong đó là miễn phí.

### Tổ chức danh sách nhiệm vụ
Nhiệm vụ thường được ghi lại theo hàng. Các hệ thống hàng đơn giản là danh sách việc cần làm thông thường (hoặc tập tin nhiệm vụ) để ghi lại tất cả các nhiệm vụ các người cần để hoàn thành, và một danh sách việc cần làm hằng ngày được tạo ra mỗi ngày bằng cách chuyển giao nhiệm vụ từ danh sách tổng. Một sự thay thế là tạo ra một "danh sách việc không cần làm", để tránh các  nhiệm vụ không cần thiết.
Nhiệm vụ thường được đặt ưu tiên:
- Danh sách những thứ phải làm hằng ngày, được đánh số theo mức độ quan trọng và được thực hiện theo thứ tự đó trong thời gian cho phép, được tư vấn bởi cố vấn Ivy Lee (1877-1934) như lời khuyên có giá trị nhất của Charles M. Schwab (1862-1939), chủ tịch của công Ty Bethlehem Steel.[16][17][18]
- Người ủng hộ đầu tiên của việc ưu tiên "ABC" là Alan Lakein, vào năm 1973. Trong hệ thống "A" của ông ấy là mục quan trọng nhất ("A-1" điều quan trọng nhất trong nhóm đó), "B" điều quan trọng nhất tiếp theo, "C" ít quan trọng nhất.
- Một phương pháp đặc biệt của áp dụng phương pháp ABC[19] gán "A" với nhiệm vụ phải làm trong vòng một ngày, "B" một tuần, và "C" một tháng.
- Để ưu tiên cho danh sách công việc hàng ngày, một trong hai danh sách sẽ ghi lại nhiệm vụ theo thứ tự ưu tiên cao nhất, hay gán cho nó một số sau khi chúng được liệt kê ("1" cho ưu tiên hàng đầu "2" cho thứ hai, ưu tiên cao nhất thứ hai.) mà chỉ ở đó để thực hiện nhiệm vụ. Phương pháp thường nhanh hơn, cho phép nhiệm vụ được ghi lại nhanh hơn.
- Một cách khác của ưu tiên nhiệm vụ bắt buộc (nhóm A) là để đưa các nhiệm vụ khó chịu nhất vào lần đầu tiên. Khi nó được thực hiện, phần còn lại của danh sách sẽ cho cảm giác dễ dàng hơn. Nhóm B và C có thể có lợi từ ý tưởng này, nhưng thay vì làm nhiệm vụ đầu tiên (khó chịu nhất) ngay lập tức, nó sẽ cho động lực để làm nhiệm vụ khác từ danh sách để tránh cái đầu tiên.
- Một cách tiếp cận hoàn toàn khác chống lại việc ưu tiên hóa được đưa ra bởi học giả người Anh Mark Forster trong cuốn sách "Làm Nó vào ngày Mai và Các Bí mật của Quản lý Thời gian". Điều này dựa trên các ý tưởng của việc vận hành " một danh sách việc phải làm "đóng" thay vì danh sách "mở" truyền thống. Ông cho rằng danh sách việc phải làm không bao giờ kết thúc theo kiểu truyền thống hầu như đảm bảo rằng một số công việc của bạn sẽ bị bỏ dở. Phương pháp này, ủng hộ việc hoàn thành tất cả các việc trong ngày, và nếu bạn không thể đạt được nó giúp bạn phân tích được bạn đang sai sót ở đâu và cần làm gì để thay đổi.[20]

Các học giả đã nhấn mạnh những khó khăn có thể có khi lập danh sách việc phải làm như sau:
- Quản lý danh sách này có thể tiếp tục bổ sung nó. Điều này có thể gây ra bởi sự trì hoãn bằng cách kéo dài kế hoạch hoạt động. Đây là giống như tê liệt phân tích. Như với bất kỳ hoạt động, nào khác,luôn có một điểm của giảm dần lợi nhuận.
- Một hệ thống nhiệm vụ công việc cần phải có một mức độ chi tiết nhất định. Thay vì ghi "lau dọn nhà bếp", "dọn dẹp phòng ngủ", và "vệ sinh phòng tắm", tốt hơn là chỉ nói "dọn dẹp", và tiết kiệm thời gian viết và làm giảm tải khối lượng quản lý (mỗi nhiệm vụ nhập vào hệ thống tạo ra một chi phí thời gian và công sức để quản lý nó, ngoài việc thi hành nhiệm vụ). Nguy cơ từ việc gộp nhiệm vụ lại với nhau như vậy, trong trường hợp này là "dọn dẹp" có thể được xem là định nghĩa mơ hồ và nặng nề, làm tăng nguy cơ của sự trì hoãn, hoặc quản lý dự án kém.
- Danh sách nhiệm vụ theo thói quen làm lãng phí thời gian. Nếu bạn đã hình thành thói quen đánh răng mỗi ngày mỗi ngày, thì không có lý do gì để đưa nó vào trong danh sách nhiệm vụ. Cũng giống như ra khỏi giường,  ăn uống. Nếu bạn cần phải theo dõi công việc thường ngày thì một danh sách tiêu chuẩn hoặc biểu đồ có thể hữu ích, để tránh thủ tục lập danh sách lặp đi lặp lại.
- Giữ sự linh hoạt, một hệ thống nhiệm vụ phải cho phép có thảm họa. Một công ty phải sẵn sàng cho một thảm họa. Thậm chí nếu nó là một thảm họa, nếu không ai có thời gian cho tình huống này, nó có thể di căn, có khả năng gây hại cho công ty.[21]
- Để tránh bị mắc kẹt trong một kiểu mẫu lãng phí, hệ thống nhiệm vụ cũng nên bao gồm việc lên kế hoạch và các buổi đánh giá-hệ thống thường xuyên (hàng tháng, bán, và hàng năm) để loại bỏ sự thiếu hiệu quả, và đảm bảo những người đang tiến theo hướng anh ta hoặc cô ta thật sự mong muốn.[22]
- Nếu không thường xuyên dành thời gian cho việc đạt được những mục tiêu lâu dài, những cá nhân có thể bị kẹt vĩnh viễn trong việc dùng các mẫu kế hoạch ngắn hạn, như làm một công việc nào đó lâu hơn so với kế hoạch ban đầu.[23]

### Phần mềm ứng dụng
Nhiều công ty sử dụng phần mềm theo dõi thời gian làm việc của một nhân viên, thời gian múi giờ., ví dụ như phần mềm quản lý thực hành pháp luật.
Nhiều sản phẩm phần mềm quản lý thời gian hỗ trợ nhiều người dùng. Họ cho phép người dùng tạo nhiệm vụ cho người khác và sử dụng phần mềm này để giao tiếp.
Các ứng dụng danh sách nhiệm vụ có thể được coi như là phần mềm quản lí dự án hoặc thông tin cá nhân nhẹ.
Các ứng dụng lập danh sách nhiệm vụ có thể có cấu trúc nhiệm vụ được xây dựng sẵn (các nhiệm vụ sẽ có các nhiệm vụ con và các nhiệm vụ con này sẽ có các nhiệm vụ con tương ứng), có thể hỗ trợ nhiều kiểu lọc và sắp xếp thứ tự các danh sách nhiệm vụ và có thể cho phép người dùng tích hợp các ghi chú tùy ý vào mỗi nhiệm vụ.
Trái ngược với các khái niệm cho phép các người sử dụng nhiều phương pháp lọc, ít nhất một phần mềm bổ sung có một chế độ tự động xác định nhiệm vụ tốt nhất cho bất kỳ thời điểm nào.

### Hệ thống quản lý thời gian
Hệ thống quản lý thời gian thường xuyên bao gồm một  hồ thời gian hay ứng dụng nền web được sử dụng để theo dõi giờ làm việc của một nhân viên. Hệ thống quản lý thời gian cung cấp cho người chủ hiểu biết về nguồn lực lao động của họ, cho phép họ thấy, kế hoạch và quản lý  thời gian của nhân viên. Làm như vậy cho phép người sử dụng lao động kiểm soát chi phí lao động và gia tăng năng suất. Một Hệ thống quản lý thời gian tự động quá trình loại bỏ công việc giấy tờ và các nhiệm vụ tẻ nhạt.

#### GTD (hoàn thành công việc)
Getting Things Done đã được tạo ra bởi David Allen. Ý tưởng cơ bản đằng sau phương pháp này là hoàn thành tất cả các nhiệm vụ nhỏ ngay lập tức và một nhiệm vụ lớn được chia thành các nhiệm vụ nhỏ hơn để bắt đầu hoàn thành ngay bây giờ. Lý do đằng sau việc này là để tránh tình trạng quá tải thông tin hoặc "đóng băng não" có thể xảy ra khi có hàng trăm nhiệm vụ. Động lực của GTD là khuyến khích người sử dụng thực hiện công việc và ý tưởng của mình ra trên giấy và tổ chức càng nhanh càng tốt để dễ dàng quản lý và nhìn thấy.

#### Phuơng pháp Pomodoro
Phuơng pháp Pomodoro của Francesco Cirillo được hình thành vào cuối những năm 1980 và dần dần tinh chế cho đến khi nó được định nghĩa vào năm 1992. Kỹ thuật này là tên của một bộ đếm thời gian bếp kiểu Pomodoro (Ý dành cho cà chua) ban đầu được Cirillo sử dụng trong thời gian ở trường đại học. "Pomodoro" được mô tả như một thước đo cơ bản về thời gian trong kỹ thuật và thường được định nghĩa là dài 30 phút, bao gồm 25 phút làm việc và 5 phút nghỉ. Cirillo cũng khuyến cáo nghỉ dài hơn 15 đến 30 phút sau mỗi bốn Pomodoros. Thông qua các thử nghiệm liên quan đến các nhóm làm việc khác nhau và các hoạt động cố vấn, Cirillo xác định "Pomodoro lý tưởng" dài 20-35 phút.

## Loại bỏ các yếu tố không ưu tiên
Quản lý thời gian, cũng bao gồm việc làm thế nào để loại bỏ những nhiệm vụ mà tôi không cung cấp giá trị cá nhân hoặc tổ chức.
Theo Sandberg, danh sách nhiệm vụ "không phải là chìa khóa để năng suất [mà] họ đang nứt được". Ông đã ước tính "30% người lên danh sách dành nhiều thời gian quản lý danh sách của họ hơn là [họ làm] hoàn thành những gì viết trên chúng".
Hendrickson khẳng định rằng sự gắn bó chặt chẽ với các danh sách công việc có thể tạo ra một "chế độ độc tài của danh sách việc cần làm" buộc một người phải "lãng phí thời gian vào các hoạt động không quan trọng".

### Thời gian học tập
Học tập được coi là một hoạt động cố gắng thông báo về nhận được với sự chú ý. Bất kỳ hình thức căng thẳng nào được coi là suy nhược trong học tập và cuộc sống, ngay cả khi khả năng thích ứng có thể đạt được (eustress) thì hiệu quả của nó cũng bị tổn hại. Nhưng căng thẳng là một phần không thể tránh được trong cuộc sống hàng ngày và Reinhold Niebuhr đề xuất đối mặt với nó, như thể có "sự thanh thản để chấp nhận những điều không thể thay đổi và có can đảm để thay đổi những điều có thể."
Một phần trong việc thiết lập các ưu tiên và mục đích là cảm xúc "lo lắng" và chức năng của nó là bỏ qua hiện tại để gắn kết một tương lai mà không bao giờ đến, dẫn đến chi phí không có lợi cho thời gian và năng lượng. Đây là một chi phí không cần thiết hoặc một khía cạnh sai có thể can thiệp vào kế hoạch do nhân tố con người. Phương pháp Eisenhower là một chiến lược được sử dụng để cạnh tranh các nhiệm vụ đáng lo lắng và không bắt buộc. Lo lắng cũng như căng thẳng, là một phản ứng đối với một bộ các yếu tố môi trường; sự hiểu biết này không phải là một phần của người cho người đó khả năng để quản lý chúng. Các vận động viên dưới sự huấn luyện viên gọi việc quản lý này là "đối mặt với trò chơi".

Thay đổi là khó khăn và mô hình cuộc sống hàng ngày  ăn sau vào hầu hết tất cả. Để loại bỏ những thứ không ưu tiên trong thời gian học tập, cần phân chia nhiệm vụ, nắm bắt khoảnh khắc, đánh giá phương pháp xử lý công việc, hoãn các công việc không quan trọng (được hiểu bởi sự liên quan hiện tại và cảm giác cấp bách phản ánh mong muốn của người đó thay vì quan trọng), kiểm soát cân bằng cuộc sống (nghỉ ngơi, ngủ, giải trí), ăn gian thời gian giải trí và thời gian không có năng suất (nghe băng ghi âm các bài giảng, trình bày bài thuyết trình khi xếp hàng, v.v...).
Một số yếu tố không cần thiết có ảnh hưởng đến quản lý thời gian là thói quen, thiếu định nghĩa nhiệm vụ (thiếu rõ ràng), quá bảo vệ công việc, tội lỗi không đáp ứng các mục tiêu và tránh các nhiệm vụ hiện tại, xác định các nhiệm vụ với kỳ vọng cao hơn giá trị của nó (đánh giá quá cao), tập trung vào các vấn đề có triển vọng tích cực rõ ràng mà không đánh giá tầm quan trọng của họ đối với nhu cầu cá nhân, nhiệm vụ đòi hỏi sự hỗ trợ và thời gian, lợi ích phân chia và xung đột vv. Một quá trình có hệ thống quen thuộc trở thành một thiết bị mà người đó có thể sử dụng với quyền sở hữu để quản lý thời gian hiệu quả.